# Holbrook
Holbrook — метеорит-хондрит масою 200000 грам.